# Toamasina I
Toamasina I is een district van Madagaskar in de regio Atsinanana. Het district telt 260.255 inwoners (2011) en heeft een oppervlakte van 322 km², verdeeld over 5 gemeentes. Het district beslaat de stad Toamasina.

## Demografie
| Jaar | Inwoneraantal |
| ---- | ------------- |
| 1993 | 137.455       |
| 2000 | 173.633       |
| 2005 | 204.247       |
| 2007 | 217.950       |
| 2011 | 260.255       |